# Solna

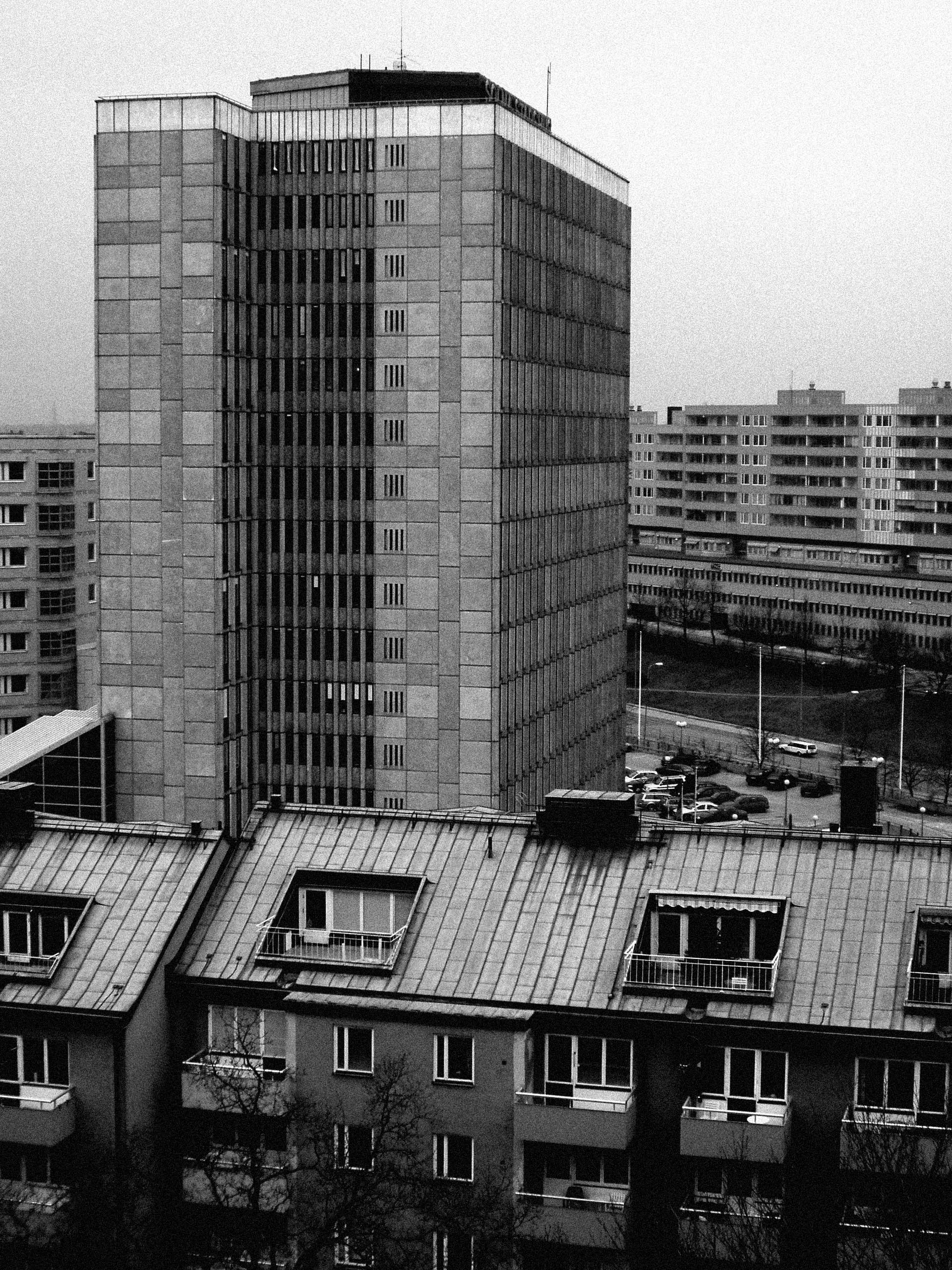
Ajuntament de Solna

Solna és un municipi de Suècia, situat al nord de la ciutat d'Estocolm, essent part integrant de l'àrea metropolitana de la capital sueca.

## Localització
Solna delimita amb el municipi d'Estocolm al sud, sud-est i nord-oest; amb Sundbyberg a l'oest, al nord amb Sollentuna i, finalment, al nord-est amb Danderyd.

## Demografia
La població del municipi és, a març del 2013, d'uns 72.813 habitants.

## Divisió administrativa
Solna està dividida en 8 parts administratives:
- Bergshamra
- Haga
- Hagalund
- Huvudsta
- Järva
- Råsunda
- Skytteholm
- Ulriksdal

## Història
Al municipi de Solna s'hi troba el Cementiri del Nord (Norra begravningsplatsen), indret on s'han enterrat nombroses personalitats sueques, com és el cas d'Alfred Nobel, Ingrid Bergman o Mauritz Stiller, Victor Sjöström o August Strindberg, entre d'altres. Hi va néixer la pintora abstracta Hilma af Klint.

## Esports
L'equip de futbol més destacat de Solna és l'AIK Solna.

### Agermanament
Solnaés agermanada amb:
- Gladsaxe[3]
- Ski[3]
- Pirkkala,[3]
- Valmiera,[3]
- Burbank, California, USA[3][4]

Amistats
Endemés Solna té dues ciutats cooperants,
- Kalamaria[3]
- Bemowo,[3]